# デイビッド・サケット
デイビッド・ローレンス・サケット（カナダ勲章受勲者、カナダ王立協会フェロー：1934年11月17日-2015年5月13日）は、アメリカ-カナダの医師であり、根拠に基づく医療のパイオニアである 。彼は根拠に基づく医療の父の一人として知られている。彼は、マクマスター大学でカナダにおける最初の臨床疫学部を創設した 。また、彼はオックスフォード・根拠に基づく医療センターを創設した 。彼は、「Clinical Epidemiology and Evidence-Based Medicine」という教科書の執筆者としてよく知られている。
彼の有名な格言の1つとして「医学部で学んだことの半分は完全に間違っている」がある。

## 教育
サケットは、イリノイ大学医学部で医学の学位を得た。彼はハーバード大学から疫学の修士号を得た。

## キャリア
デイビッド・サケットは、ヘルスケア科学、医学教育、医学の実践に画期的な貢献をした。彼は、研究を通してヘルスケアをどのように改善するかに関する一貫したビジョンを持ち、ヘルスケアの研究手法や研究者/臨床家の教育におけるイノベーションを行い、協力と協調を促進した。
彼は、実施した重要なランダム化比較試験 の中で、世界中の研究者と協同し、主任研究者として、アスピリンが脳卒中のリスクがある患者と心筋梗塞のリスクがある患者に対して、命を救うという長所があることを最初に発表した。また、彼は脳卒中のリスクがある患者の硬化した動脈を外科的手術(頸動脈内膜切除術)で修復し、脳卒中と死を防いだランダム化比較試験 の主任研究者である。また、彼はナース・プラクティショナーが効率的で質の高いプライマリ・ケアを提供できることを示したランダム化比較試験 の主任研究者である。さらに、彼の検証実験は、高血圧の患者が治療薬を服用することを援助するための伝統的な健康教育の無意味さを示し、脳卒中のリスクが高い患者に対するバイパス手術のデメリットがメリットを上回ることを示した。
彼は、最初に訓練を受けてから20年以上後に医学研修を再度受けた。その理由は、彼が良い医師でありたかったからである。
彼は研究方法に対して貢献した。具体的には臨床研究のバイアスを特定し、バイアスを減らす方法、ランダム化比較試験の計画/実行/報告をする方法に貢献した。デイビッド・サケットは、英国のアーチボルド・コクラン、米国のアルバン・ファインシュタインとともに、現代の臨床疫学の3人の父の一人と広く認識されている
臨床疫学は、疫学(生物統計学、行動科学、健康経済学も関わる)の手法に基づいた研究領域である。臨床疫学は、ヘルスケアの問題の性質を理解すること、ヘルスケアの問題を管理することに適用される。臨床疫学は、多数の領域を横断する研究領域であり、研究と臨床実践をつなぐ。臨床疫学の典型的なトピックは、原因、診断、経過(予後、臨床予測)、健康障害の予防/治療/改善、健康サービスの改善/費用対効果である。
サケットは、1967年にオンタリオ州のハミルトンのマクマスター大学において臨床疫学と生物統計学の学部の設立時の議長となった。彼は、書籍の執筆や学術論文の発表、マクマスター大学や世界各地での教育/レクチャーを通じて、臨床疫学の研究の方法の発展に貢献した。彼は、ヘルスケア研究の質や臨床実践の質を改善するために、臨床研究を科学的に適切で実践的で学際的なチームスポーツのように調節し、変更した。 
1970年代後半に、サケットは臨床疫学の原理の使用を医学の実践や他のヘルスケア領域の実践に対して一般化した。彼は、以前に彼が指導した学生であったBrian Haynes, Peter Tugwell, ゴードン・ガイアットやその他のマクマスター大学や世界各地の臨床研究者とともに協同した。実務家がヘルスケアの科学的進展に遅れずについていくために最初に「医学文献の批判的吟味」という用語で記載された概念は、「根拠に基づく医療」となった。Evidence-Based Medicine: An Oral History は、彼やその他の人々がEBMの進化に果たした役割を記録している。1980年から、カナダ・メディカル・アソシエーション・ジャーナルにおいて、サケットは臨床的な不一致や臨床学術書籍の読み方に関する画期的な学術論文を執筆した。さらに、サケットは1985年からClinical Epidemiology: A Basic Science for Clinical Medicineをはじめとして画期的な書籍を執筆した。
1994年にサケットは、イギリス国立医療サービスのSir. Muir Grayから招待され、オックスフォード大学ヌッフィールド臨床医学部門の臨床疫学の教授として、英国における最初のCentre for Evidence-Based Medicineを開始した。
臨床的には、サケットは一般内科医として働き、1986年にオンタリオ州のハミルトンにあるチェドーク・マクマスター病院の医学部長に就任し、1988年には一般内科部門長に就任した。オックスフォードのイギリス国民保健サービスでは、彼は名誉一般内科コンサルタントとして働いた。
1999年に臨床実践から引退し、彼はカナダに帰国し、Trout Research & Education Centreを創設した。Trout Research & Education Centreで、彼はランダム化比較試験に関して読み、研究し、執筆し、教えた。彼は、 Sharon Strausと共に、臨床科学者のためのメンターシップに関する決定版ガイドを執筆した 。その過程で、彼は10冊の書籍、50件の章、医学や科学の学術誌の300報の学術論文を発表した。彼は2015年5月13日に、オンタリオ州のマークデールで亡くなった。

## 受賞と栄誉
デイビッド・サケットは、研究、教育、執筆に関して、多くの賞、名誉学位、栄誉称号を受けた。特に1992年に彼は、カナダ王立協会フェローとなった。2000年に彼は、カナダの医学の殿堂に加わった。2001年に彼はカナダ勲章を受けた。2009年に彼はGairdner Foundation Wightman Awardを受賞した。彼は、スイスのベルン大学とカナダのマクマスター大学から名誉博士号を授与され、西中国医科大学の臨床疫学の名誉教授、およびカナダのオタワ大学の客員教授に任命された。

## 選ばれた教科書
- David L Sackett: Interview in 2014 and 2015. Haynes RB (editor). 2015. https://fhs.mcmaster.ca/ceb/docs/David_L_Sackett_Interview_in_2014_2015.pdf
- Sackett DL, Haynes RB (editors). Compliance with Therapeutic Regimens.  Baltimore: Johns Hopkins University Press, 1976.
- Haynes RB, Taylor DW, Sackett DL. Compliance in Health Care. Baltimore: Johns Hopkins University Press, 1979. ISBN 0-8018-2162-2.
- Sackett DL (1979). “Bias in analytic research”. J Chronic Dis 32 (1–2):  51–63. doi:10.1016/0021-9681(79)90012-2. PMID 447779.
- “Clinical disagreement I: how often it occurs, and why”. Can Med Assoc J 23 (499):  504. (1980).
- “Clinical disagreement II: how to avoid it and learn from one's mistakes”. Can Med Assoc J 123 (613):  617. (1980).
- “How to read clinical journals: I. Why to read them and how to start reading them critically”. Can Med Assoc J 124 (555):  558. (1981).
- Laupacis A, Sackett DL, Roberts RS (June 1988). “An assessment of clinically useful measures of the consequences of treatment”. N. Engl. J. Med. 318 (26):  1728–33. doi:10.1056/NEJM198806303182605. PMID 3374545.
- Sackett DL (February 1986). “Rules of evidence and clinical recommendations on the use of antithrombotic agents”. Chest 89 (2):  2S–3S. doi:10.1378/chest.89.2_supplement.2s. PMID 3943408.
- Sackett DL, Haynes RB, Tugwell P. Clinical epidemiology: a basic science for clinical medicine, First edition. Boston: Little, Brown, 1985. ISBN 0-316-76595-3ISBN 0-316-76595-3.
- North American Symptomatic Carotid Endarterectomy Trial Collaborators; Barnett HJM; Taylor, D. W.; Haynes, R. B.; Sackett, D. L.; Peerless, S. J.; Ferguson, G. G.; Fox, A. J. et al. (1991). “Beneficial effect of carotid endarterectomy in symptomatic patients with high grade carotid stenosis”. N Engl J Med 325 (7):  445–53. doi:10.1056/nejm199108153250701. PMID 1852179.
- Guyatt GH, Sackett DL, Cook DJ (December 1993). “Users' guides to the medical literature. II. How to use an article about therapy or prevention. A. Are the results of the study valid? Evidence-Based Medicine Working Group”. JAMA 270 (21):  2598–601. doi:10.1001/jama.1993.03510210084032. PMID 8230645.
- Guyatt GH, Sackett DL, Cook DJ (January 1994). “Users' guides to the medical literature. II. How to use an article about therapy or prevention. B. What were the results and will they help me in caring for my patients? Evidence-Based Medicine Working Group”. JAMA 271 (1):  59–63. doi:10.1001/jama.271.1.59. PMID 8258890.
- Jaeschke R, Guyatt G, Sackett DL (February 1994). “Users' guides to the medical literature. III. How to use an article about a diagnostic test. A. Are the results of the study valid? Evidence-Based Medicine Working Group”. JAMA 271 (5):  389–91. doi:10.1001/jama.1994.03510290071040. PMID 8283589.
- Jaeschke R, Guyatt GH, Sackett DL (March 1994). “Users' guides to the medical literature. III. How to use an article about a diagnostic test. B. What are the results and will they help me in caring for my patients? The Evidence-Based Medicine Working Group”. JAMA 271 (9):  703–7. doi:10.1001/jama.271.9.703. PMID 8309035.
- Cook RJ, Sackett DL (February 1995). “The number needed to treat: a clinically useful measure of treatment effect”. BMJ 310 (6977):  452–4. doi:10.1136/bmj.310.6977.452. PMC 2548824. PMID 7873954.
- Sackett DL, Rosenberg WM, Gray JA, Haynes RB, Richardson WS (January 1996). “Evidence based medicine: what it is and what it isn't”. BMJ 312 (7023):  71–2. doi:10.1136/bmj.312.7023.71. PMC 2349778. PMID 8555924.
- Barnett HJ, Taylor DW, Eliasziw M (November 1998). “Benefit of carotid endarterectomy in patients with symptomatic moderate or severe stenosis. North American Symptomatic Carotid Endarterectomy Trial Collaborators”. N. Engl. J. Med. 339 (20):  1415–25. doi:10.1056/NEJM199811123392002. PMID 9811916etal
- Sackett DL, Straus SE, Richardson WS, Rosenberg W, Haynes RB. Evidence-based medicine: how to practice and teach EBM, 2nd ed. Edinburgh & New York: Churchill Livingstone, 2000. ISBN 0-443-06240-4ISBN 0-443-06240-4.
- Haynes RB, Sackett DL, Guyatt GH, Tugwell P. Clinical epidemiology: how to do clinical practice research, 3rd edition. Philadelphia: Lippincott, Williams and Wilkins, 2006. ISBN 0-7817-4524-1ISBN 0-7817-4524-1.
- Straus SE, Sackett DL, Mentorship in Academic Medicine. John Wiley & Sons, 2014. Print ISBN 9781118446027 doi:10.1002/9781118446065